# The Babes in the Woods (film 1917)
The Babes in the Woods è un film muto del 1917 diretto da Chester M. Franklin e Sidney Franklin.
Si tratta del secondo adattamento cinematografico della favola di Hänsel e Gretel dei Fratelli Grimm, il primo in cui il ruolo dei protagonisti sia affidato a attori bambini.
Il film fa parte di una serie di sei film, che i registi Chester M. Franklin e Sidney Franklin realizzarono per la Fox Film Corporation, con un cast quasi interamente composto da attori bambini. I film della serie sono nell'ordine: Jack and the Beanstalk (1917), Aladino e la lampada magica (1917), The Babes in the Woods (1917), L'isola del tesoro (1918), Fan Fan (1918) e Alì Babà e i suoi 40 ladri (1918).
Protagonisti di The Babes in the Woods (e di tutti gli altri film della serie, ad eccezione dell'ultimo) sono i piccoli Francis Carpenter e Virginia Lee Corbin, affiancati da un gruppo di attori bambini di talento, che qui include Violet Radcliffe, Carmen De Rue, Buddy Messinger, Gertrude Messinger e altri.

## Produzione
Il film fu prodotto negli Stati Uniti d'America dalla Fox Film Corporation.

## Distribuzione
Distribuito dalla Fox Film Corporation, il film uscì nelle sale cinematografiche statunitensi il 2 dicembre 1917.